# Dino Williams
Dino Williams (31 marzo 1990) è un ex calciatore giamaicano, di ruolo attaccante.

## Carriera

### Club
Ha giocato nei campionati statunitense e giamaicano.

### Nazionale
Ha esordito in nazionale nel 2012.